# Etlingera rubrostriata
Etlingera rubrostriata là một loài thực vật có hoa trong họ Gừng. Loài này được (Holttum) C.K.Lim mô tả khoa học đầu tiên năm 2001.

## Hình ảnh

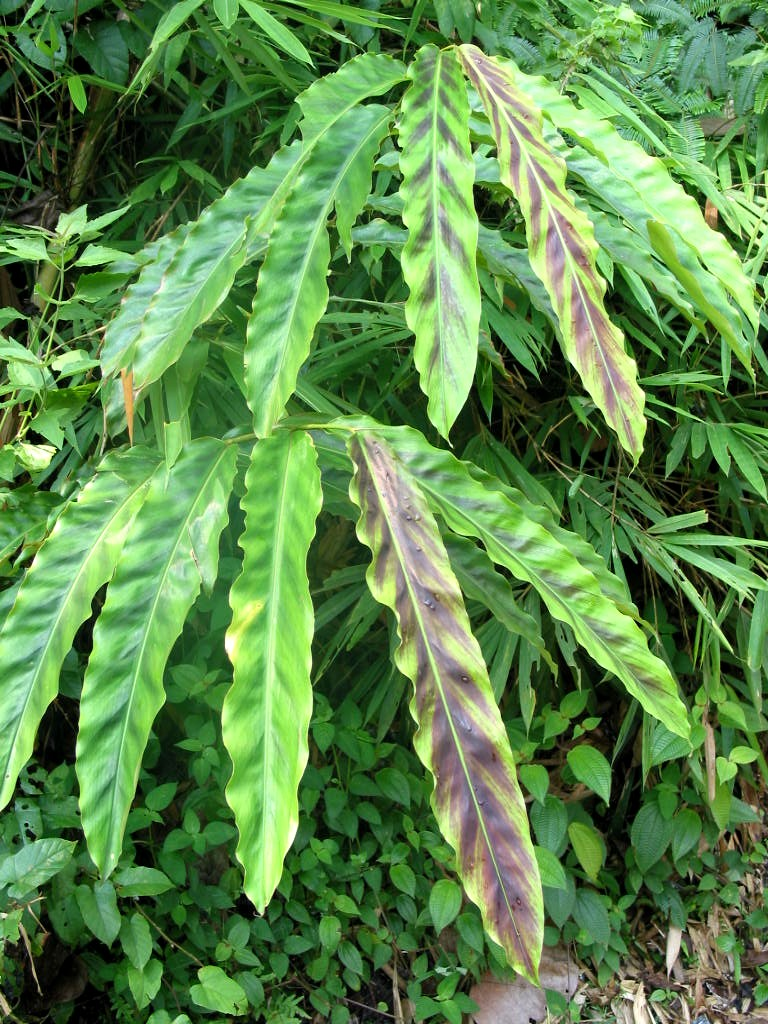